# D-Double
Reginald Rinaldo Frederik (Vlissingen, 13 juli 1990), beter bekend onder zijn artiestennaam D-Double, is een Nederlands rapper en songwriter. In 2012 was hij de winnaar van The Next MC op BNN. Met New Wave was hij een van de winnaars van de Popprijs 2016 tijdens Noorderslag.

## Biografie
Reginald Frederik is afkomstig uit Vlissingen. Ondanks dat hij af en toe een songtekst schreef, lag zijn interesse in zijn jeugd meer bij sporten, met name voetbal. Toen dat na een knieoperatie niet langer mogelijk was, bleef hij liedjes schrijven.
Het duurde echter nog tot 2012, voordat hij het serieuzer aanpakte. Dit was het jaar waarin hij meestreed om beste rapper (MC) te worden tijden The Next MC van het online muziekprogramma 101Barz van BNN. Tijdens dit debuutjaar van deze talentenjacht werd hij meteen de winnaar. Al tijdens die talentenjacht veranderde hij zijn artiestennaam van Dubbel R naar D-Double. Zijn eerste artiestennaam verwijst naar zijn voornamen; zijn tweede beredeneerde hij met: "Welke double? Oh ja, die Double..."
Sinds de winst bij de talentenjacht richtte hij zijn focus serieus op de muziek. Hij liet zich begeleiden door BNN-presentator Rotjoch. Ook tekende hij een contract bij diens muzieklabel Mucho Dinero. Met hem en de Hydroboyz tourde hij vervolgens dat jaar door Nederland. Hierna was hij toe aan een muzikale wijziging en stapte hij over naar het label TopNotch. Hier verscheen in 2014 zijn debuutalbum Jong, wild & roekeloos.
Daarnaast werkt hij mee in het rapcollectief New Wave, waar ook de hit Drank & drugs van Lil' Kleine & Ronnie Flex uit voortkwam. Het collectief werd tijdens het festival Noorderslag bekroond met de Popprijs 2015. Het resultaat kwam tot stand doordat platenmaatschappij Top Notch de artiesten in een vakantiewoning op Schiermonnikoog aan het album liet schrijven. D-Double is met drie nummers op het winnende album vertegenwoordigd. Daarnaast schreef hij ook aan drie nummers mee. Elk nummer van het album ging vergezeld met een videoclip. Het album stond 67 weken in de Album Top 100 met nummer 11 als hoogste notering.
In 2016 werkte hij mee aan het collectief Rotterdam Airlines. Op het album dat hieruit ontstond, Gate 16, is Milli te horen. Dit nummer nam hij op met Sevn Alias en Hef. Dit album bereikte de op een na hoogste positie in de Album Top 100.